# Álvaro Pombo García de los Ríos

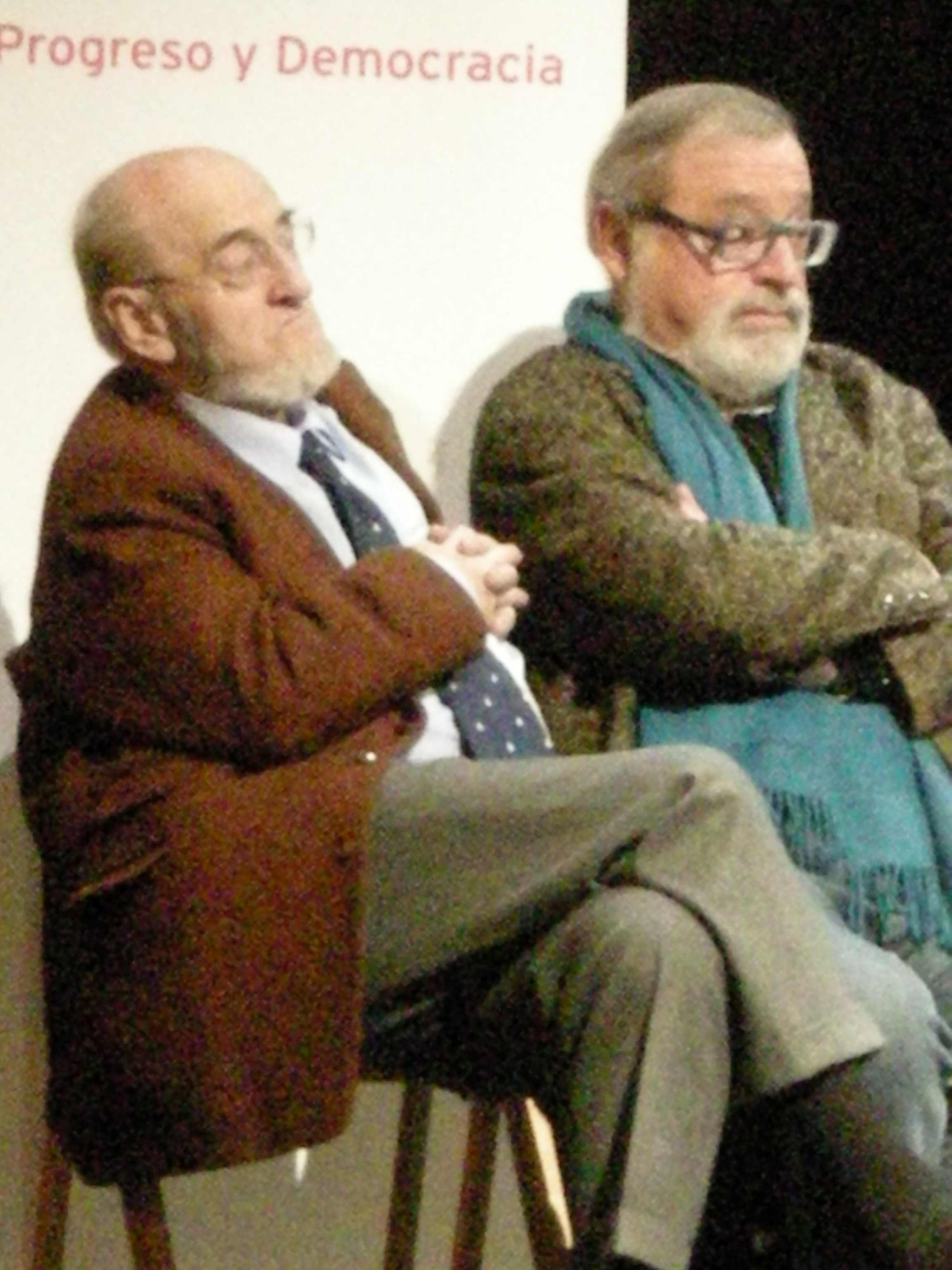
Álvaro Pombo (esquerra), a la vora de Fernando Savater (dreta), en un acte d'Unió, Progrés i Democràcia

Álvaro Pombo García de los Ríos (Santander, 23 de juny de 1939), poeta, novel·lista i polític espanyol.

## Biografia
Llicenciat en Filosofia i Lletres per la Universitat Complutense de Madrid i Bachelor of Arts en Filosofia pel Birkbeck College de Londres, on va viure des de 1966 a 1977. Des que el 1973 es va publicar el seu primer llibre de poesia, Protocolos, a Álvaro Pombo se l'ha considerat una veu personal i única en la literatura espanyola. Només quatre anys després de la publicació d'aquells versos, Pombo va guanyar el Premi El Bardo amb l'obra Variaciones, el 1977. Aquest mateix any va tornar a Espanya i es va publicar també la seva primera col·lecció, Relatos sobre la falta de sustancia, que contenia un gran nombre d'històries curtes protagonitzades per personatges homosexuals.
El 1983, ja instal·lat a Madrid per considerar Santander una ciutat infeliç que el convertiria en "un ésser murriós", guanya el primer Premi Herralde de Novel·la amb El héroe de les mansardas de Mansard, inaugurant així la col·lecció Narratives Hispàniques d'Anagrama, on ha publicat gairebé totes les seves novel·les i a la qual s'ha declarat públicament fidel.
Malgrat que es defineix a si mateix com a poeta, sempre ha estat més conegut com a novel·lista, guanyant diversos guardons per les seves obres. El seu estil, únic i original, tot i classificar-se com a realisme subjectiu, l'ha situat com una figura crucial de les lletres en castellà. La seva tècnica en l'ús del llenguatge, pròpia d'un poeta, així com l'ús xocant de l'humor en totes les seves novel·les, caracteritzen una prosa elogiada per crítics i escriptors de tota índole.
Afeccionat a la història medieval i la filosofia fenomenològica, a la seva obra es barregen la investigació psicològica i la preocupació filosòfica. Ell mateix defineix el seu mètode literari com psicologia-ficció. Les seves primeres obres poden considerar-se pessimistes, bo i presentant-hi situacions, arguments i personatges sense esperança; però la seva narrativa fa un gir amb la publicació d'El metro de platino iridiado (1990), potser la seva obra mestra, guanyadora del Premi Nacional de la Crítica. En aquesta novel·la Pombo comença a exercir el que va anomenar "la poètica del Bé", on l'ètica, la humanitat i, en definitiva, el Bé, semblen ser l'objectiu del seu treball. En una de les seves últimes novel·les, Contra natura, Pombo expressa les seves crítiques envers la trivialització de l'homosexualitat que, a parer seu, està propiciant una part del col·lectiu homosexual.
Álvaro Pombo va ingressar a la Reial Acadèmia Espanyola el 20 de juny de 2004, proposat per Luis María Anson Oliart, Luis Mateo Díez i Francisco Rico, ocupant la butaca j que va deixar a la seva mort Pedro Laín Entralgo. En el discurs d'ingrés a l'Acadèmia, que es titulava Verosimilitud y Verdad, Pombo reflexionà sobre la reserva del terme "veritat" per al raonament i "versemblança" per al narratiu-contemplatiu. El 16 d'octubre de 2006 se'l proclamà guanyador del premi Planeta per la novel·la "La fortuna de Matilda Turpin". L'any 2012 guanyà el Premi Nadal per la seva novel·la "El temblor del héroe".
En els darrers temps col·labora amb el partit fundat per Rosa Díez Unió, Progrés i Democràcia (UPyD), fins al punt que a les eleccions espanyoles de 2008 va encapçalar la llista al Senat per la Comunitat de Madrid. A les eleccions espanyoles de 2011 va repetir a la llista del mateix partit per al Senat.
L'any 2008 Pombo signà el Manifest per la llengua comuna, defensant la preeminència del castellà sobre les altres llengües amb estatut d'oficialitat a Espanya.
L'any 2011, a la revista xilena The Clinic, va prendre una postura contemporitzadora envers el dictador espanyol Francisco Franco Bahamonde i el xilè Pinochet, als quals va atribuir la prosperitat dels seus respectius països.

## Obres

### Narrativa
- Relatos sobre la falta de sustancia (1977)
- El héroe de las mansardas de Mansard (1983) Premi Herralde de Novel·la
- El hijo adoptivo (1986). Portada al cinema per Juan Pinzás en El juego de los mensajes invisibles (1991)
- Los delitos insignificantes (1986)
- El parecido (1988)
- El metro de platino iridiado (1990) Premi Nacional de la Crítica
- Aparición del eterno femenino contada por S. M. el Rey (1993)
- Telepena de Cecilia Cecilia Villalobo (1995)
- Vida de San Francisco de Asís (1996)
- Donde las mujeres (1996) Premi Nacional de Narrativa
- Cuentos reciclados (1997)
- La cuadratura del círculo (1999) Premi Fastenrath de la RAE
- El cielo raso (2001) Premi Fundació José Manuel Lara
- Una ventana al norte (2004)
- Contra natura (2005)
- La Fortuna de Matilda Turpin (2006) Premi Planeta
- Virginia o el interior del mundo (2009)
- La previa muerte del lugarteniente Aloof (2009)
- El temblor del héroe (2012) Premi Nadal

- Quédate con nosotros, Señor, porque atardece (2013)
- La transformación de Johanna Sansíleri (2014)
- Un gran mundo (2015)
- La casa del reloj (2016)
- Retrato del vizconde en invierno (2018)
- El destino de un gato común (2020)
- Santander, 1936 (2023)
- El exclaustrado (2024)

### Poesia
- Protocolos (1973)
- Variaciones (1977) Premi El Bardo
- Hacia una constitución poética del año en curso (1980)
- Protocolos para la rehabilitación del firmamento (1992)
- Protocolos, 1973-2003 Poesías completas (2004)
- Los enunciados protocolarios (2009)

### Articles
- Alrededores (2002)

## Premis
- Premi El Bardo (1977) per Variaciones (1977)
- Premi Herralde de Novel·la (1983) per El héroe de las mansardas de Mansard (1983)
- Premi Nacional de la Crítica (1990) per El metro de platino iridiado (1990)
- Premi Nacional de Narrativa (1997) per Donde las mujeres (1997)
- Premi Ciutat de Barcelona (1997) per Donde las mujeres (1997)
- Finalista Premi Europeu de Literatura per Donde las mujeres (1997)
- Premi Fastenrath de la RAE (1999) per La cuadratura del círculo (1999)
- Premi Fundació José Manuel Lara (2002) per El cielo raso (2001)
- Premi Planeta (2006) per La fortuna de Matilda Turpin (2006)
- Premi Nadal (2012) per El temblor del héroe (2012)

- Premi Honorífic de les Lletres de Santander (2018)
- Premi Internacional Menéndez Pelayo (2023)
- Premi Francisco Umbral al Llibre de l'Any 2023 (2024)
- Premi Càntabre de l'Any 2023 (2024)[3]
- Premi Cervantes 2024[4]